# Mercedes-Benz EQ Formula E Team
A Mercedes-Benz EQ Formula E Team egy német csapat, amely a Formula–E 2019–2020-as szezonjában mutatkozott be.

## Formula–E

### Előzmények
2017 júliusában bejelentésre került, hogy a Mercedes kiszáll a Német túraautó-bajnokságból (DTM) a 2018-as szezon végeztével. Ezzel egy időben kiderült az is, hogy a német márka csapatot fog indítani a Formula–E bajnokság 2019–2020-as szezonjától kezdve és szoros együttműködést tartanak a Formula–1-es istállóval is.

### A debütálás (2018–2019)

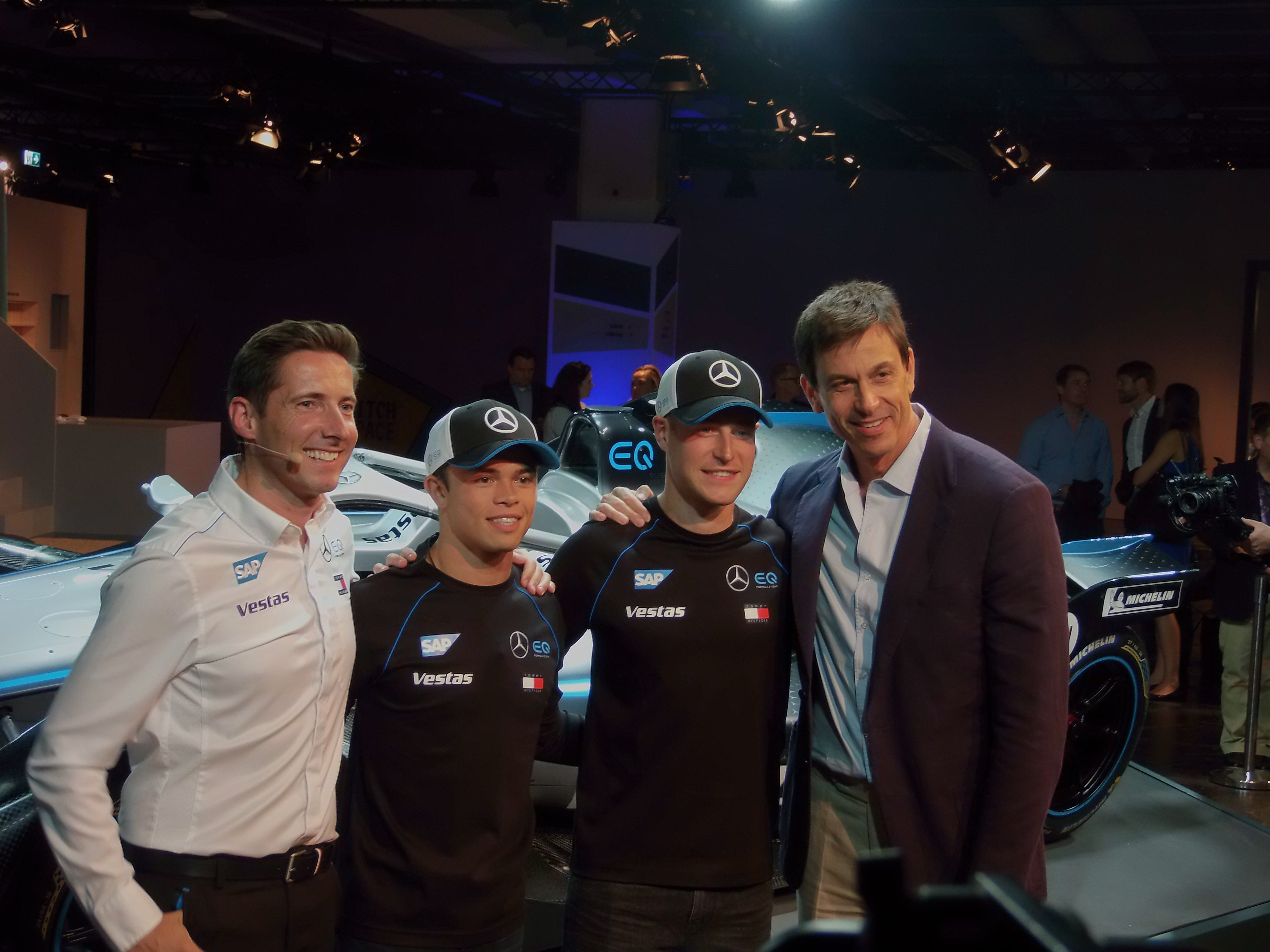
Balról jobbra: Ian James a csapatfőnök, Nyck de Vries és Stoffel Vandoorne a gárda versenyzői, valamint a Mercedes Motorsport programját vezető Toto Wolff.

A csapat a 2018–2019-es idényt felkészüléssel töltötte: a márkával szoros kapcsolatot ápoló HWA Racelab a Venturi-tól vásárolt hajtáslánccal teljesítette az első szezont. A csapat első versenyzője, Gary Paffett lett, aki a gyártóval együtt kétszer nyerte meg a Német túraautó-bajnokságot. A másik pilóta, Stoffel Vandoorne lett, aki a Formula–1-es McLaren csapattól érkezett az egyesülethez. Az év első négy hétvégén abszolút, csak tapogatóztak és éppen ezért mindig a mezőny végén értek be, amikor nem adták fel a futamokat. A Hongkong-i kaotikus időmérőedzésen Vandoorne megszerezte az első-rajtkockát, azonban feladni kényszerült a viadalt egy technikai hibát követően, míg Pafett a 8. helyen látta meg a kockás zászlót, amivel megszerezte az első pontjait a szezonban. Rómában a belga versenyző megkaparintotta az első dobogóját saját magának és a csapatának is. Ezt követően még négyszer gyűjtött be pontokat, amíg Paffett háromszor zárt a TOP8-ban. Ezekkel az eredményekkel a csapatok bajnokságát a 9. helyen végezték 44 ponttal.

### Abszolút gyári csapatként (2019–2020)
2019 márciusában, a 89. Genfi Autószalonon volt először látható a csapat bemutató autója. A hónap végén megtette első kilométereit Stoffel Vandoorne és Edoardo Mortara által. Rajtuk kívül később még Gary Paffett, Esteban Gutiérrez és Nyck de Vries is pályára vihette a technikát. A csapat 2019. szeptember 10-én leleplezte a végleges konstrukcióját, illetve a pilótapárosát. Az előző évről megtartották Stoffel Vandoorne-t, csapattársa pedig a Formula–2-ből érkező, holland Nyck de Vries lett. Gary Paffett már nem versenypályákon segíti a gárdát a továbbiakban. Új szerepkörébe tartozik a tanácsadás és a fejlesztőversenyzői feladatok ellátása. Mellette még Esteban Gutiérrez is a tesztversenyzői feladatokat látja el.
A csapat halvány formát mutatott a szezon előtti tesztek során: lassú teljesítmény és technikai gondok nehezítették az alakulat helyzetét. Legjobb eredményük a 17. pozíció megszerzése volt, amelyet Vandoorne ért el. Azonban a évnyitó hétvégén erős teljesítménnyel debütált az alakulat. A csapat versenyzői az első futam kvalifikációját  a 2., illetve a 3. pozícióban abszolválták. Az első versenyt Vandoorne a 3. helyen zárta, de Vries pedig első Formula–E versenyén a hatodik helyen intették le. Az alakulat megtartotta erős formáját a következő futamra is, hiszen Vandoorne a 4. helyen zárta a versenyhétvégét, azonban Maximilian Günther büntetést követően a belga versenyző ismét felállhatott a dobogó legalsó fokára. Az alakulat versenyzői gyűjtötték össze a legtöbb pontot, így a két futamot követően a Mercedes csapata vezeti a gyártók bajnokságát.

## Eredmények

### Győzelmek listája
| # | Év        | Esemény                     | Versenyző         |
| - | --------- | --------------------------- | ----------------- |
| 1 | 2019–2020 | Berlin nagydíj 6. verseny   | Stoffel Vandoorne |
| 2 | 2020–2021 | Diría nagydíj 1. verseny    | Nyck de Vries     |
| 3 | 2020–2021 | Róma nagydíj 2. verseny     | Stoffel Vandoorne |
| 4 | 2020–2021 | Valencia nagydíj 1. verseny | Nyck de Vries     |
| 5 | 2021–2022 | Diría nagydíj 1. verseny    | Nyck de Vries     |
| 6 | 2021–2022 | Monaco nagydíj              | Stoffel Vandoorne |
| 7 | 2021–2022 | Berlin nagydíj 2. verseny   | Nyck de Vries     |

| 2019–20 | Spark-SRT05e | Mercedes-Benz EQ Silver Arrow 01 | M |    |                   | DIR | DIR | SAN | MEX | MAR | BER | BER | BER | BER | BER | BER |     |     |     |     |     | 147 | 3. |
| 2019–20 | Spark-SRT05e | Mercedes-Benz EQ Silver Arrow 01 | M | 5  | Stoffel Vandoorne | 3   | 3   | 6   | Hn  | 15  | 6   | 5   | Ki  | 12  | 9   | 1   |     |     |     |     |     | 147 | 3. |
| 2019–20 | Spark-SRT05e | Mercedes-Benz EQ Silver Arrow 01 | M | 17 | Nyck de Vries     | 6   | 16  | 5   | Ki  | 11  | 4   | Ki  | 18  | 4   | 14  | 2   |     |     |     |     |     | 147 | 3. |
| 2020–21 | Spark-SRT05e | Mercedes-Benz EQ Silver Arrow 02 | M |    |                   | DIR | DIR | ROM | ROM | VAL | VAL | MON | PUE | PUE | NYC | NYC | LON | LON | BER | BER |     | 181 | 1. |
| 2020–21 | Spark-SRT05e | Mercedes-Benz EQ Silver Arrow 02 | M | 5  | Stoffel Vandoorne | 8   | 13  | Ki  | 1   | 3   | Ki  | Ki  | 7   | 13  | Ki  | 12  | 7   | 15  | 12  | 3G  |     | 181 | 1. |
| 2020–21 | Spark-SRT05e | Mercedes-Benz EQ Silver Arrow 02 | M | 17 | Nyck de Vries     | 1G  | 9   | Ki  | Ki  | 1   | 16  | Ki  | 9   | Ki  | 13  | 18  | 2   | 2   | 22  | 8   |     | 181 | 1. |
| 2021–22 | Spark-SRT05e | Mercedes-Benz EQ Silver Arrow 02 | M |    |                   | DIR | DIR | MEX | ROM | ROM | MON | BER | BER | JAK | MAR | NYC | NYC | LON | LON | SEO | SEO | 319 | 1. |
| 2021–22 | Spark-SRT05e | Mercedes-Benz EQ Silver Arrow 02 | M | 5  | Stoffel Vandoorne | 2   | 7   | 11  | 3   | 5   | 1   | 3   | 3   | 5   | 8   | 4   | 2   | 2   | 4   | 5   | 2   | 319 | 1. |
| 2021–22 | Spark-SRT05e | Mercedes-Benz EQ Silver Arrow 02 | M | 17 | Nyck de Vries     | 1   | 10  | 6   | Ret | 14  | 10  | 10  | 1   | Ki  | 6   | 8   | 7   | 6   | 3   | Ki  | Ki  | 319 | 1. |

G A leggyorsabb volt a kvalifikációs csoport szakaszban, ezért 1 bajnoki pontban részesült. 
* Folyamatban lévő szezon.
† Nem fejezte be a futamot, de rangsorolva lett, mert teljesítette a versenytáv 90%-át.